# Tetanurae
A Tetanurae, vagy Tetanuránok, „merevfarkúak” az a klád, amely magába foglalja a legtöbb theropoda dinoszauruszt, köztük a madarakat is. A tetanuránok a kora jura korban jelentek meg először és a madarak jóvoltából máig élnek.

## Leírások
A „merevfarkúak” első kladisztikai leírását 1986-ban Jacques Gauthier végezte el. (Ez az írása volt egyébként a kladisztika első komoly alkalmazása a gerinces-paleontológiában.)
A tetanuránok közé mindazon Theropodák kerültek, akik közelebb állnak a modern madarakhoz, mint a Ceratosaurushoz. Gauthier szerint a klád a Carnosauria alrendágból és a Coelosauria csoportból áll, de később sok kutató a carnosaurusokat már inkább coelosaurusoknak vagy bazális (kezdetleges) tetanuránoknak tartotta. Paul Sereno 1999-ben Neotetanurae névre keresztelte a carnosaurusokat (nála Allosauroidea) és coelosaurusokat egyesítő ágat, amelyből azonban kizárt más tetanuránokat, mint a Spinosauroidea öregcsaládot. Gregory Paul még 1988-ban állította fel az Avetheropoda kládot.

## Tagjai
Eredetük vitatott: a Cryolophosaurus a közmegegyezés szerint a csoport első ismert valódi tagja, de nincsenek fosszíliák a triász időszakból, amikor elválhattak a Ceratosauria alrendtől.

## „Népszerű” tetanuránok
Az ismert dinoszauruszok közül sok tartozik a tetanuránok közé, mint az Archaeopteryx, Allosaurus, Oviraptor, Spinosaurus, Tyrannosaurus, Velociraptor – és az összes madárfaj.
A Spinosauridae és az Allosauridae családok nagy ragadozói a késő jura és a kora kréta idején éltek, különösen a Gondwana kontinensen, de a krétavége előtt a leletek szerint kihaltak, valószínűleg az Abelisauridae családba tartozó ceratosaurusokkal és a Tyrannosauridae coelosaurusokkal szembeni versenyben. A különböző coelosaurusok egészen a mezozoikum idő végéig fennmaradtak, amikor azonban a madarak kivételével kihaltak.